# Litoria eurynastes
Litoria eurynastes es una especie de anfibio anuro de la familia Hylidae.
Se encuentra en las islas Molucas (Seram), la isla Manus y Nueva Guinea.
Es similar a Litoria bicolor pero más grande.
El macho adulto mide 2.6 a 3.2 cm de largo. La hembra es un poco más grande.  Algunos adultos tienen dientes vomerinos en sus mandíbulas superiores.  Tienen algunas membranas interdigitales en sus patas delanteras y más en sus patas traseras.  Hay cinco grupos de  Litoria eurynastes que viven en la naturaleza y no todos son del mismo color.  Pueden ser verde brillante, amarillo verdoso o verde parduzco. Algunos tienen rayas doradas o verde claro en sus cuerpos. Hay un disco de escalada en cada dedo.
El nombre griego eurynastes significa amplio-habitando, porque puede vivir en muchos lugares.